# Arabella Árbenz
Arabella Árbenz Vilanova (Ciudad de Guatemala, 15 de enero de 1940-Bogotá, 5 de octubre de 1965) fue una modelo y actriz guatemalteca, hija del presidente guatemalteco Jacobo Árbenz. 
Después de ser enviada a Canadá para estudiar en un internado, se unió a su familia en el exilio después de que su padre fuera derrocado del poder en junio de 1954. Sufrió junto a su familia las difíciles condiciones de su exilio, hasta que decidió quedarse en París para convertirse en modelo. Tras una intensa vida amorosa y abuso de drogas, se suicidó delante de su último amante, el torero mexicano Jaime Bravo, en Colombia.

## Biografía

### Primeros años
Árbenz Vilanova nació en Ciudad de Guatemala, hija del Capitán Jacobo Árbenz y María Cristina Vilanova. Su padre participó activamente políticamente y participó en el derrocamiento del presidente general Jorge Ubico en 1944; luego fue nombrado ministro de Defensa de Guatemala en 1945, cargo que ocuparía hasta su desempeño como presidente de Guatemala en 1951.
Como la hija de un presidente, Árbenz Vilanova creció en un entorno privilegiado. El periodista guatemalteco Jorge Palmieri (quien luego sería uno de sus amantes) la describió de la siguiente manera:

El presidente Árbenz me pidio un día que llevara en mi carro a sus tres hijos a la casa de su madre, doña Octavia Guzmán viuda de Árbenz. [...] Naturalmente, yo le dije que lo haría con mucho gusto. Pero demoré unos minutos para llegar a mi automóvil que estaba estacionado en la sexta avenida, frente a la puerta de Casa Presidencial, donde ya se encontraban Arabella con su hermana Leonora y su hermano más pequeño, Jacobito. Arabella sonaba con insistencia el claxon de mi automóvil y cuando llegué me dijo: «¡Si no vas a llevarnos inmediatamente a casa de mi abuela le voy a pedir a mi papá que nos ponga otro chofer!». Yo me sentí ofendido y le contesté: «¡Anda al carajo, patojita cabrona, yo no soy chofer!». Pero de todas maneras les llevé a regañadientes a la casa de su abuela.

Esa misma tarde me llamó uno de los ayudantes de Árbenz para decirme que el presidente quería hablarme y cuando llegué a su despacho estaba muy serio y me dijo: «Arabellita se quejó conmigo de que la insultaste esta mañana», a lo que respondí con franqueza: «La llamé “patojita cabrona” porque me trató como si yo fuese un chofer». Árbenz no sonreía mucho, pero esta vez sonrió al responder: «¡Tienes razón patojo! Arabellita es una patojita cabrona, pero no olvidés que es la hija muy querida del Presidente de la República y no vuelvas a llamarla así».
—Jorge Palmieri

### Derrocamiento de su padre y exilio
Tras renunciar por el golpe organizado por la United Fruit Company y el Departamento de Estado de los Estados Unidos, la familia Árbenz permaneció durante 73 días en la embajada de México en Guatemala, que se encontraba abarrotada con casi 300 exiliados. Cuando finalmente les permitieron salir del país, Jacobo Árbenz fue humillado públicamente en el aeropuerto porque las autoridades liberacionistas hicieron desnudar al expresidente ante las cámaras, alegando que llevaba joyas que había comprado para su esposa en Tiffany's en Nueva York utilizando fondos de la presidencia; no se encontraron joyas durante el interrogatorio que duró una hora. La familia Árbenz se exilió, primero a México, luego a Canadá, donde fueron a recoger a Arabella que asistía allí a la escuela, y luego a Suiza vía Países Bajos. En Suiza, las autoridades suizas solicitaron que Árbenz renunciara a su nacionalidad guatemalteca para acogerse al asilo político en el país. El presidente derrocado rechazó esta petición, pues consideró que tal gesto habría marcado el final de su carrera políticaal ello impedirle realizar actividades de resistencia. Además, Árbenz no podía buscar asilo político porque Suiza aún no había ratificado el acuerdo de 1951 de la recién creada Convención de las Naciones Unidas sobre Refugiados, que estaba diseñada para proteger a las personas que huían de los regímenes comunistas en Europa del Este. Árbenz y su familia fueron víctimas de una campaña de difamación orquestada por la CIA que duró de 1954 a 1958, y que sólo amainó después de que la atención de dicha agencia se desviara hacia Cuba después del triunfo de la Revolución cubana en 1959, y dicha campaña incluía a un amigo cercano de Árbenz, que resultó ser un agente doble que trabaja para la CIA: Carlos Manuel Pellecer.

#### Buscando refugio
Luego de serles rechazada la entrada a Suiza, la familia Árbenz se mudó a París, Francia y luego a Praga, Checoslovaquia. Los funcionarios checoslovacos se sentían incómodos con Árbenz, inseguros de si exigiría al gobierno una compensación por los envíos de armas de la época de la Segunda Guerra Mundial que habían vendido a Guatemala en 1954. Después de sólo tres meses, la familia se mudó nuevamente, esta vez a Moscú, lo que supuso un alivio del duro trato que sufrieron en Checoslovaquia. Árbenz intentó regresar a América Latina varias veces y finalmente se le permitió mudarse a Uruguay en 1957 (Árbenz se unió al Partido Comunista ese año). La familia Árbenz vivió en Montevideo de 1957 a 1960. La experiencia de la familia resultó tibia: los vínculos comunistas del expresidente, especialmente con José Manuel Fortuny, y el paso forzado por Checoslovaquia, la URSS y China, despertaron sospechas. Cuando el Partido Nacional tomó el poder en Uruguay a finales de 1958, la situación empeoró para Árbenz allí. En 1960, después de la Revolución cubana, Fidel Castro invitó a Árbenz a Cuba, sugerencia que Árbenz Guzmán aceptó de buena gana.

### Vida independiente
Cuando la familia Árbenz llegó a Moscú, enviaron a Arabella a un internado, donde terminó liderando una rebelión entre otros estudiantes latinoamericanos allí contra los rígidos estándares de la institución. Por esto fue severamente reprendida por sus padres, quienes se avergonzaban de su comportamiento rebelde.Decidió no acompañar a su padre a vivir exiliado en Cuba tras ser invitado por Fidel Castro, prefiriendo quedarse en París estudiando interpretación y trabajando como modelo. Su vida en el exilio había sido dura y amarga, habiendo sido testigo del descenso de su padre al alcoholismo, la infidelidad de su madre durante los estupores alcohólicos de su padre e incluso episodios de abuso físico por parte de un amigo de su padre. Comenzó a consumir LSD y marihuana y tuvo intensas relaciones amorosas. Tras dejar París rumbo a México, mantuvo tórridos romances con el periodista guatemalteco Jorge Palmieri y con el futuro dueño de Televisa, Emilio Azcárraga Milmo, quien la ayudó a iniciar su carrera como actriz. Árbenz Vilanova pasaría a aparecer en una película experimental llamada Los bienamados.

## Muerte
Después de que Árbenz Vilanova comenzara a usar LSD, su abuso de drogas comenzó a afectar su comportamiento. Azcárraga Milmo la repudió y logró que el gobierno la expulsara de México en octubre de 1965. Arabella conoció entonces al torero mexicano Jaime Bravo Arciga, quien en ese momento se encontraba en su apogeo como torero a punto de iniciar una gira por América del Sur. Arabella aprovechó esto y huyó con él a Colombia. Estando en Bogotá el 5 de octubre de 1965, Arabella intentó convencer a Bravo Arciga de que no siguiera toreando, temiendo por su vida. Después de una tarde en la que fue corneado, Bravo Arciga acudió a un lujoso club de caballeros de la capital colombiana, a pesar de su lesión. Arabella llamó al lugar suplicando hablar con Bravo Arciga, pero él la ignoró, ya que estaba totalmente ebrio y de mal humor después de la cornada. Esto llevó a Arabella a dirigirse al club, donde al llegar se pegó un tiro.

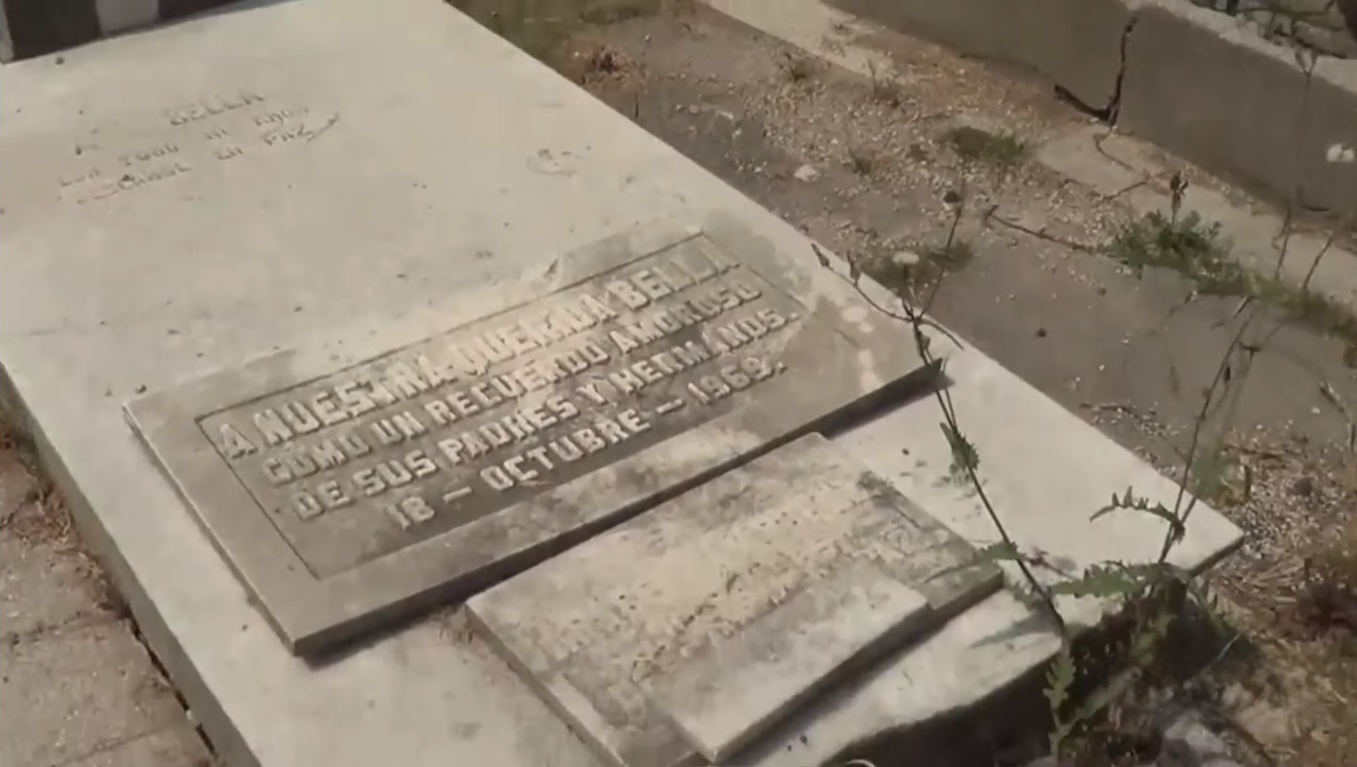
Tumba Arabella Arbenz en el Panteón Jardín.

Bravo Arciga se comunicó telefónicamente con Jorge Palmieri en México y le pidió que se hiciera cargo de los arreglos del funeral de Arabella. Palmieri, quien tenía fuerte influencia en el gobierno mexicano de la época, recibió permiso para enterrar a Arabella en el Panteón de la Asociación Nacional de Actores de México, ya que unos meses antes había trabajado en una película experimental. Palmieri también obtuvo permiso para permitir que Árbenz y su familia viajaran a México para el funeral.
La muerte de Arabella supuso un duro golpe tanto para el torero como para Jacobo Árbenz: ambos morirían a los cinco años de su muerte.

## Acuerdo con el Gobierno de Guatemala
En 2011, con un acuerdo escrito, el Estado guatemalteco reconoció su responsabilidad internacional por «incumplir su obligación de garantizar, respetar y proteger los derechos humanos de las víctimas a las garantías judiciales, a la propiedad, a igual protección ante la ley, y a la protección judicial, que están amparados en la Convención Americana sobre Derechos Humanos y que fueron violados contra el expresidente Juan Jacobo Arbenz Guzmán, su esposa, María Cristina Vilanova, y sus hijos, Juan Jacobo, María Leonora y Arabella, todos de apellido Árbenz Villanova».